# Diocesi di Chitré
La diocesi di Chitré (in latino Dioecesis Citrensis) è una sede della Chiesa cattolica a Panama suffraganea dell'arcidiocesi di Panama. Nel 2021 contava 186.200 battezzati su 219.850 abitanti. È retta dal vescovo Rafael Valdivieso Miranda.

## Territorio
La diocesi comprende le province panamensi di Herrera e Los Santos.
Sede vescovile è la città di Chitré, dove si trova la cattedrale di San Giovanni Battista.
Il territorio si estende su 6.150 km² ed è suddiviso in 23 parrocchie, raggruppate in 4 zone pastorali.

## Storia
La diocesi è stata eretta il 21 luglio 1962 con la bolla Danielis prophetia di papa Giovanni XXIII, ricavandone il territorio dall'arcidiocesi di Panama.

## Cronotassi dei vescovi
Si omettono i periodi di sede vacante non superiori ai 2 anni o non storicamente accertati.
- José María Carrizo Villarreal † (21 gennaio 1963 - 29 ottobre 1994 ritirato)
- José Luis Lacunza Maestrojuán, O.A.R. (29 ottobre 1994 - 2 luglio 1999 nominato vescovo di David)
- Fernando Torres Durán † (2 luglio 1999 - 25 aprile 2013 ritirato)
- Rafael Valdivieso Miranda, dal 25 aprile 2013

## Statistiche
La diocesi nel 2021 su una popolazione di 219.850 persone contava 186.200 battezzati, corrispondenti all'84,7% del totale.
| anno | popolazione | popolazione | popolazione | presbiteri | presbiteri | presbiteri | presbiteri                | diaconi | religiosi | religiosi | parrocchie |
| anno | battezzati  | totale      | %           | numero     | secolari   | regolari   | battezzati per presbitero | diaconi | uomini    | donne     | parrocchie |
| ---- | ----------- | ----------- | ----------- | ---------- | ---------- | ---------- | ------------------------- | ------- | --------- | --------- | ---------- |
| 1966 | 140.000     | 141.000     | 99,3        | 16         | 11         | 5          | 8.750                     |         | 5         |           | 13         |
| 1970 | 138.500     | 144.000     | 96,2        | 19         | 12         | 7          | 7.289                     |         | 7         |           | 15         |
| 1976 | 151.500     | 152.000     | 99,7        | 14         | 9          | 5          | 10.821                    |         | 9         | 6         | 14         |
| 1980 | 155.000     | 158.000     | 98,1        | 15         | 9          | 6          | 10.333                    |         | 10        | 3         | 14         |
| 1990 | 163.000     | 166.000     | 98,2        | 20         | 12         | 8          | 8.150                     |         | 8         | 9         | 14         |
| 1999 | 176.190     | 181.919     | 96,9        | 23         | 16         | 7          | 7.660                     |         | 7         | 24        | 16         |
| 2000 | 173.096     | 183.096     | 94,5        | 23         | 16         | 7          | 7.525                     |         | 7         | 34        | 17         |
| 2002 | 175.700     | 185.960     | 94,5        | 31         | 24         | 7          | 5.667                     |         | 7         | 27        | 21         |
| 2003 | 183.000     | 212.600     | 86,1        | 32         | 25         | 7          | 5.718                     |         | 7         | 27        | 21         |
| 2004 | 180.970     | 185.960     | 97,3        | 36         | 29         | 7          | 5.026                     | 3       | 7         | 29        | 22         |
| 2006 | 182.000     | 189.000     | 96,3        | 36         | 32         | 4          | 5.055                     | 3       | 4         | 26        | 22         |
| 2013 | 210.000     | 214.000     | 98,1        | 32         | 28         | 4          | 6.562                     |         | 6         | 30        | 22         |
| 2016 | 181.582     | 213.625     | 85,0        | 36         | 34         | 2          | 5.043                     | 3       | 2         | 37        | 23         |
| 2019 | 185.430     | 218.154     | 85,0        | 35         | 29         | 6          | 5.298                     | 4       | 6         | 23        | 23         |
| 2021 | 186.200     | 219.850     | 84,7        | 34         | 29         | 5          | 5.476                     | 3       | 5         | 22        | 23         |